# جزر الملوك

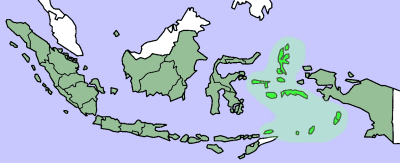
جزر مالوكو

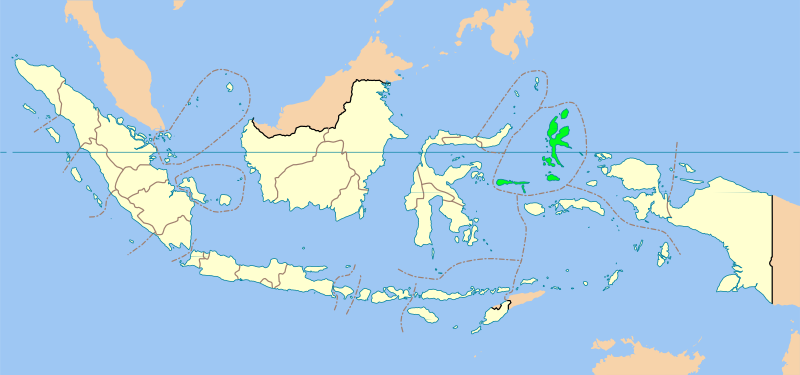
مقاطعة مالوكو الشمالية

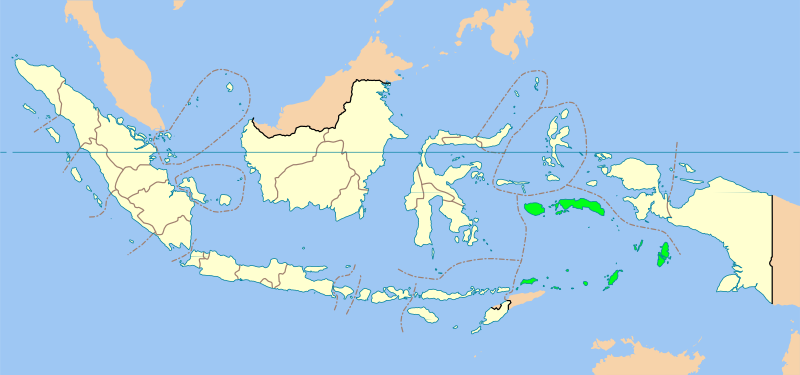
مقاطعة مالوكو

مجموعة جزر الملوك أو جزر مالوكو أو جزر التوابل هي أرخبيل يقع في بحر باندا بإندونسيا، وتتألف من مقاطعتين: مالوكو الشمالية ومقاطعة مالوكو. وتقع جزر الملوك بين جزيرة سولاوسي وإيريان جايا غرب.
جُزر التوابل مجموعة من الجزر في إندونيسيا تقع بالقرب من خط الاستواء. وهي معروفة باسم مالوكو أو مولوكاس. كانت التوابل في تلك الجزر هي أول ما لفت أنظار التجار إلى منطقة إندونيسيا. أهم جزر المنطقة كانت جزيرة تيرنات وتيدور وهالماهيرا وجزيرة أمبون (أمبونيا) وجزر باندا.
كان البرتغاليون هم أول من جلب القرنفل إلى ترنيت وتيدور في عام 1513م. فيما بعد أنشأوا مستعمرات تجارية في كلتا الجزيرتين. في عام 1579م زار المكتشف البريطاني السير فرانسيس دريك جزر التوابل، واشترى كمية صغيرة من القرنفل من ترنيت. في عام 1600م وصلت السفن الهولندية الجزر بحثًا عن التوابل. في عام 1605م أسست شركة الهند الشرقية الهولندية أول مستعمرة لها في أمبون. قبل سلطان تيدور الحكم الهولندي، في عام 1667م. خضعت جزيرة ترنيت للحكم الهولندي عام 1683م. وتحت الاحتكار الهولندي فإن زراعة القرنفل وجوز الطيب كانت فقط في جزر باندا وأمبون. تم ضم جزر التوابل في النهاية إلى جزر الهند الشرقية الهولندية التي هي الآن أندونيسيا.

## أصل الكلمة
مالوكو ليست واضحة جدًا، وقد كانت موضوع نقاش للعديد من الخبراء. تقول نظرية شائعة أن مصطلح مالوكو نشأ من العبارة العربية (جزيرة الملوك)، وهكذا فإن أرخبيل أمبون وأرخبيل باندا ومجموعات الجزر في الجنوب لم تكن مدرجة في ذلك الوقت بالمعنى الأصلي للمصطلح. تم ذكر الاسم في تأبين مملكة ماجاباهيت للقرن الرابع عشر، وناجاراك ريتاجاما / ديساوارنانا باللغة المحلية بمعنى «رأس ثور» أو «رأس لشيء كبير». على الرغم من وجود تكهنات بأن كتّاب ماجاباهيت استمدوا اسمهم من الاسم العربي. ومع ذلك، فإن هذا المصطلح معروف في نصوص من القرن الرابع عشر، قبل أن يكون هناك أي تأثير عربي كبير على الأرجح، مما وضع هذا المصطلح موضع الشك.
فكرة أخرى هي أن اسم مالوكو يأتي من مفهوم «مالوكو كي راها» في الملايو المحلية. «كي» هنا تعني الجبل، بينما «راها» تعني أربعة. في إشارة إلى أربع جبال من تيرنات، وتيدور، وباكان، وجايلولو (هالماهيرا) التي لها كولانو (لقب للملوك المحليين). تجتمع الكلمات بالعبارة «المكان / العالم الذي يحتوي على أربعة جبال».

## التاريخ

### الصراع بين الطوائف (1999-2003)
اندلع الصراع الديني عبر الجزر في يناير 1999، واتسمت الأشهر الثمانية عشر اللاحقة بالقتال بين مجموعات محلية بين المسلمين والمسيحيين، مع تدمير آلاف من المنازل، وتشريد ما يقرب من 500,000 شخص، وفقدان الآلاف من الأرواح، والفصل بين المسلمين والمسيحيين.

## المناخ
تشهد جزر مالوكو الوسطى والجنوبية الرياح الموسمية الجافة بين أكتوبر ومارس والرياح الموسمية الرطبة من مايو إلى أغسطس، وهو عكس بقية إندونيسيا. يبلغ متوسط درجة الحرارة القصوى للرياح الموسمية الجافة 30 درجة مئوية بينما يبلغ متوسط الحد الأقصى للرياح الرطبة 23 درجة مئوية. تشهد شمال مالوكو رياحها الموسمية الرطبة من ديسمبر إلى مارس بما يتماشى مع بقية إندونيسيا. كل مجموعة جزرية لها اختلافات مناخية خاصة بها، وتميل الجزر الأكبر إلى أن يكون لديها أراضي منخفضة ساحلية أكثر جفافاً وأراضيها الجبلية النائية أكثر رطوبة.

## التركيبة السكانية
بلغ عدد سكان مالوكو حوالي 2 مليون نسمة، أي أقل من 1٪ من سكان إندونيسيا.
تم التحدث بأكثر من 130 لغة عبر الجزر؛ ومع ذلك، فقد تحول الكثير الآن إلى لغة كريولية من تيرنات ملايو وأمبونيسي ملايو، اللغة المشتركة لشمال وجنوب مالوكو، على التوالي. أدى التاريخ الطويل من التجارة والملاحة البحرية إلى درجة عالية من الأصول المختلطة في مالوكو. أُضيفت الشعوب الأسترونيزية إلى السكان الميلانيزيين الأصليين حوالي عام 2000 قبل الميلاد. قد تكون السمات الميلانيزية هي الأقوى في جزيرتي كي وآرو وبين سكان جزيرتي سيرام وبورو الداخليين. أضيفت لاحقًا إلى هذا المزيج الأسترونيزي-الميلانيزي بعض السلالات الهندية والعربية. ومن بين الوافدين الجدد مستوطنين تجار شعب بوقس من سولاويزي ومهاجرين جاوا.

## الاقتصاد
لا يزال يتم زراعة القرنفل وجوزة الطيب، وكذلك الكاكاو والقهوة والفاكهة. يعتبر صيد الأسماك صناعة كبيرة في جميع أنحاء الجزر. تنتج جزر آرو اللؤلؤ، وتُصدّر سيرام الكركند. يعد قطع الأشجار صناعة مهمة في الجزر الكبيرة حيث يُنتج الخشب الحديدي وخشب الساج والأبنوس.

## تقسيمات الإدارية
- مقاطعة مالوكو الشمالية
- مقاطعة مالوكو

## أعلام
- رودريغو دي تريانا